# Anna Maleras Colomé
Anna Maleras Colomé (Barcelona, 1940) es una bailarina y coreógrafa conocida por su tarea de difusión de la danza contemporánea en España. Fue pionera de la danza contemporánea y del jazz (danza del teatro y del cine musical).En 1967 creó el Estudi Anna Maleras, que junto a Heura fueron las primeras escuelas de danza contemporánea de Cataluña. 

## Trayectoria
Se formó en danza clásica, escuela bolera y danza española en Barcelona. Con seis y siete años aprendió danza española y clásico con Dolores Rusca, quien le permitió acudir a sus clases gratis, algo que Maleras recuerda como clave en su trayectoria, ya que su familia no podía pagarlas. También Joan Magriñá fue esencial en su carrera, también porque le impartió clases gratuitas a partir de los dieciséis años y con quien continuó aprendiendo incluso después de abrir su estudio de danza, como ella misma contó en sus memorias.
Colaboró con numerosos bailarines, coreógrafos y profesorado de danza moderna, jazz y contemporáneo de varios países de todo el mundo. Se tituló por el Instituto del Teatro de Barcelona.
Formó parte como bailarina del Gran Teatro del Liceo con la compañía de Joan Magriñà. En 1967 creó su escuela, llamada entonces Estudi Anna Maleras y que posteriormente pasó a llamarse Escola de dansa Anna Maleras.
En la década de los 70 revolucionó la danza, cansada de la oferta limitada que había hasta el momento (escuela bolera de Barcelona o de Madrid-Sevilla, flamenco, danza clásica española y danza clásica) incorporó la danza que se hacía en otros países, y especialmente la danza moderna, el jazz, el claqué y el contemporáneo.Maleras quería ir más allá y cuando Walter Nicks coreógrafo en Suecia de West side Story, impartió la primera clase de jazz en Barcelona, se dio cuenta de cómo este musical les abrió la mente a ella y a otras personas con muchas ganas de aprender.
En su primer taller, en Mallorca (1976), introdujo el jazz y la danza moderna y lo impartió durante nueve ediciones hasta que lo trasladó a Begur y posteriormente a Sitges.En 1979 creó la compañía de danza Grup Estudi Anna Maleras, que dirigió hasta el año de su disolución, en 1989. 
Fue nombrada miembro del Consejo de la Danza del Ministerio de Cultura en 1997 y desde 2009 pertenece al Consell d’Assessors Artístics del Gran Teatro del Liceo.De 1997 a 2004 formó parte del jurado de los Premis Nacionals de Catalunya.
Formó a grandes figuras como Francesc Bravo, Avelina Argüelles, Montse Colomé, Marta Almirall, Ramón Oller y Cesc Gelabert. Como curiosidad, entre su alumnado se encuentra el escritor Luis Racionero.
En 2017 declaró en una entrevista a la Agencia EFE, la "necesidad de educar la sensibilidad de los niños, el conocimiento del propio cuerpo y de sus posibilidades armónicas, siempre vinculado con un buen aprendizaje musical, siguiendo el modelo educativo de Suiza". De este modo reivindicó la enseñanza de la danza en las escuelas como parte de los planes de estudio.

## Premios y honores
- 2019ː Medalles d’Or al Mèrit Cultural del Ayuntamiento de Barcelona, junto a Cesc Gelabert.[5][4]
- 2008: Cruz de San Jorge, de la Generalidad de Cataluña.[6]
- 2004: Premio de l'Associació de Professionals de la Dansa de Cataluña.
- 1999: Premi Nacional de l'ensenyament de les Arts, en l'especialitat de dansa contemporània
- 1999: Premi Cesc Gelabert
- 1995: Medalla de Plata al Mérito a las Bellas Artes del Ministerio de Cultura.[7]
- 1988: Premio Nacional de Danza, de la Generalidad de Cataluña
- 1985: Premio a la profesionalidad, de la Universidad de Barcelona y Ràdio 4